# José Amable Durán Tineo
José Amable Durán Tineo (ur. 13 sierpnia 1971 w San José de las Matas) – dominikański duchowny katolicki, biskup pomocniczy Santo Domingo od 2020.

## Życiorys

### Prezbiterat
Święcenia kapłańskie otrzymał w dniu 6 stycznia 2000 i został inkardynowany do archidiecezji Santiago de los Caballeros. Pracował głównie jako duszpasterz parafialny, był też m.in. wicekanclerzem kurii, obrońcą węzła w sądzie biskupim oraz rektorem seminarium w Santo Domingo.

### Episkopat
20 czerwca 2020 papież Franciszek mianował go biskupem pomocniczym Santo Domingo ze stolicą tytularną Tacia Montana. Sakry biskupiej 12 września 2020 roku udzielił mu arcybiskup Francisco Ozoria Acosta.